# World Intellectual Property Indicators
L'Organizzazione mondiale per la proprietà intellettuale pubblica il World Intellectual Property Indicators annualmente per mostrare indicatori relativi alla proprietà intellettuale. I dati sono presi dagli uffici OMPI, Banca Mondiale e UNESCO.

## Brevetti
| Posizione | Nazione                | Applicazioni |
| --------- | ---------------------- | ------------ |
| 1         | Cina                   | 928 177      |
| 2         | Stati Uniti            | 578 802      |
| 3         | Giappone               | 325 989      |
| 4         | Corea del Sud          | 210 292      |
| 5         | European Patent Office | 152 662      |
| 6         | Germania               | 65 965       |
| 7         | India                  | 42 854       |
| 8         | Russia                 | 40 308       |
| 9         | Canada                 | 35 481       |
| 10        | Brasile                | 30 342       |

| Posizione | Nazione                | Brevetti |
| --------- | ---------------------- | -------- |
| 1         | Stati Uniti            | 300 678  |
| 2         | Cina                   | 233 228  |
| 3         | Giappone               | 227 142  |
| 4         | Corea del Sud          | 129 786  |
| 5         | European Patent Office | 64 608   |
| 6         | Russia                 | 33 950   |
| 7         | Canada                 | 23 749   |
| 8         | Australia              | 19 304   |
| 9         | Germania               | 15 030   |
| 10        | Francia                | 11 889   |

| Posizione | Nazione       | Applicazioni per GDP |
| --------- | ------------- | -------------------- |
| 1         | Corea del Sud | 10 584               |
| 2         | Giappone      | 7 160                |
| 3         | Cina          | 4 980                |
| 4         | Germania      | 2 596                |
| 5         | Svizzera      | 2 575                |
| 6         | Francia       | 2 090                |
| 7         | Stati Uniti   | 1 988                |
| 8         | Svezia        | 1 722                |
| 9         | Danimarca     | 1 667                |
| 10        | Lussemburgo   | 1 414                |

| Posizione | Nazione       | Applicazioni per milioni di abitanti |
| --------- | ------------- | ------------------------------------ |
| 1         | Corea del Sud | 2 962                                |
| 2         | Giappone      | 2 250                                |
| 3         | Svizzera      | 1 013                                |
| 4         | Germania      | 902                                  |
| 5         | Stati Uniti   | 856                                  |
| 6         | Finlandia     | 665                                  |
| 7         | Danimarca     | 539                                  |
| 8         | Austria       | 489                                  |
| 9         | Paesi Bassi   | 444                                  |
| 10        | Cina          | 396                                  |

## Disegno industriale
| Posizione | Nazione             | Applicationi design |
| --------- | ------------------- | ------------------- |
| 1         | Cina                | 657 582             |
| 2         | Unione europea OHIM | 97 681              |
| 3         | Corea del Sud       | 65 469              |
| 4         | Germania            | 55 599              |
| 5         | Turchia             | 46 330              |
| 6         | Stati Uniti         | 32 799              |
| 7         | Giappone            | 32 391              |
| 8         | Italia              | 30 940              |
| 9         | Spagna              | 17 872              |
| 10        | Francia             | 15 862              |

| Posizione | Nazione       | Applicazioni design |
| --------- | ------------- | ------------------- |
| 1         | Cina          | 648 987             |
| 2         | Germania      | 76 369              |
| 3         | Corea del Sud | 68 737              |
| 4         | Stati Uniti   | 45 254              |
| 5         | Italia        | 45 099              |
| 6         | Giappone      | 44 203              |
| 7         | Turchia       | 41 240              |
| 8         | Francia       | 31 658              |
| 9         | Svizzera      | 26 124              |
| 10        | Spagna        | 22 760              |

| Posizione | Nazione       | Applicazioni design per milioni di abitanti |
| --------- | ------------- | ------------------------------------------- |
| 1         | Corea del Sud | 1 217                                       |
| 2         | Germania      | 797                                         |
| 3         | Turchia       | 540                                         |
| 4         | Svizzera      | 507                                         |
| 5         | Cina          | 476                                         |
| 6         | Spagna        | 470                                         |
| 7         | Austria       | 447                                         |
| 8         | Francia       | 348                                         |
| 9         | Danimarca     | 333                                         |
| 10        | Portogallo    | 295                                         |

| Posizione | Nazione             | Registrazioni in forza |
| --------- | ------------------- | ---------------------- |
| 1         | Cina                | 1 132 132              |
| 2         | Stati Uniti         | 269 501                |
| 3         | Corea del Sud       | 260 107                |
| 4         | Giappone            | 248 822                |
| 5         | Unione europea OHIM | 167 145                |
| 6         | Turchia             | 72 552                 |
| 7         | Germania            | 57 089                 |
| 8         | Spagna              | 46 573                 |
| 9         | Australia           | 46 194                 |
| 10        | Regno Unito         | 43 072                 |